# Maria Tomásia Figueira Lima
Maria Tomásia Figueira Lima (Sobral, 6 dicembre 1826 – 1902) è stata un'attivista brasiliana, aristocratica e abolizionista. È stata la cofondatrice e presidente della Sociedade das Senhoras Libertadoras ou Cearenses Libertadoras, gruppo formato e guidato esclusivamente da donne, il primo del suo genere nel paese.

## Biografia
Maria Tomásia Figueira nacque a Sobral, un comune dell'interno del Ceará. Apparteneva alle famiglie tradizionali Figueira de Melo, Xerez e Viriato de Medeiros., figlia di Ana Francisca Figueira de Melo e José Xerez Furna.
Si trasferì a Fortaleza dopo aver sposato l'abolizionista Francisco de Paula de Oliveira Lima.
Nel 1882, insieme a ventidue donne abolizioniste di importanti famiglie (tra cui Elvira Pinho, Francisca Nunes da Cruz, Carolina Cordeiro, Luduvina Borges, Eugênia Amaral, Jacinta Souto, Maria Teófilo Morais, Maria Nunes Façanha, Lina Bezerra e Joana Bezerra, tra gli altri), Figueira partecipò alla fondazione della Sociedade das Senhoras Libertadoras ou Cearenses Libertadoras. Secondo il Dicionário da escravidão negra no Brasil, la società nacque il 6 gennaio 1883 con il nome di Sociedade Abolicionista Feminina e Figueira fu la presidente dell'organizzazione il cui obiettivo era combattere per l'abolizione della schiavitù. Questo gruppo fu il primo del suo genere in Brasile, formato e guidato esclusivamente da donne.